# 雨花台区
雨花台区是中国江苏省南京市所辖的一个市辖区。位于南京市主城区南部，地处长江下游，东、南与江宁区接壤，西隔长江与浦口区相望，北与秦淮区、建邺区接壤。雨花台区源于中华民国时期的第十一区和第十二区，是中国软件名城的核心区，国家重要的软件产业和信息产业中心、交通枢纽和新兴产业创新研发基地，也是国际著名高等院校、科研机构产学研基地。區人民政府駐雨花街道雨花南路2号。区域总面积为132.39平方公里。

## 行政区划
雨花台区下辖7个街道办事处：
雨花街道、赛虹桥街道、西善桥街道、板桥街道、铁心桥街道、梅山街道、古雄街道、雨花经济开发区和中国（南京）软件谷。

## 人口
根據第七次全国人口普查數據，截至2020年11月1日零時，雨花台區常住人口為608780人。

## 地理環境
雨花台区地处长江中下游平原，地势东南高、西北低，属丘陵、平原区。低山丘陵以韩府山、将军山、牛首山等为主体。区境以西是广阔的平原，是蔬菜、花卉、粮食生产基地。
雨花台区气候属于北亚热带季风气候，其特点是季风显著，四季分明，日照充足，冬冷夏热，雨量充沛。大小河流共26条，有秦淮河、秦淮新河、花神湖、大石湖、南河、板桥河、石闸湖等河流湖泊，山区有水库数座，圩区池塘密布，水系畅通，交织成网。大石湖生态环境绝佳，秦淮新河两岸风光怡人，是繁华大都市中最难得的一片“世外桃源”。

## 交通
雨花台区联接皖南、皖北和苏南、苏北，处于上海、浙江、安徽三省市环抱之中，是连接华东、华中、华南、华北的重要交通枢纽。北依浩荡长江，南有秦淮新河，境内有“黄金水道”长江和五条通江河道，有大胜关长江大桥、南京长江三桥、南京地铁S3号线三条过江通道。中山南路、纬八路、宁芜、宁丹、宁溧、宁马、绕城、绕越公路、机场高速、205国道等20多条干道贯穿全境，坐拥中国最大的市内立交桥——赛虹桥立交。境内有多条地铁线路，华东地区最大火车站南京南站在雨花台区与江宁区交界处。
- 宁杭客运专线、京沪高速铁路、仙宁铁路、合宁铁路、宁安城际铁路：南京南站

## 旅游景點
雨花臺、雨花台烈士陵园、将军山风景区、菊花台公园、浡泥国王墓、龙泉寺、三桥湿地公园、板桥老街、莲花湖体育公园。

## 特產
雨花茶：南京特产，中国十大名茶之一。